# Spirit in the Night
Spirit in the Night ist ein von Bruce Springsteen geschriebenes und komponiertes Lied, das 1973 auf seinem Debüt-Album Greetings from Asbury Park, N.J. veröffentlicht wurde. Es war die zweite Single-Veröffentlichung des Albums. Eine Coverversion von Manfred Mann’s Earth Band unter dem Titel Spirits in the Night (Plural!) wurde auf deren Album Nightingales & Bombers veröffentlicht und war ein Top–40–Hit in den USA.

## Originalversion
Die Originalversion von Spirit in the Night wurde auf Springsteens Debütalbum Greetings from Asbury Park, N.J. veröffentlicht. Es war eines der letzten Lieder, die für das Album geschrieben und aufgenommen wurden. Springsteen hatte bereits zehn Lieder für das Album, aber Clive Davis, der Präsident der Schallplattenfirma, die das Album veröffentlichte, war in Sorge, dass die bisherigen aufgenommenen Stücke nicht genügend kommerziellen Erfolg versprachen. Aus diesem Grund schrieb Springsteen kurzfristig zwei weitere Songs: Blinded by the Light und Spirit in the Night. Weil diese aber so spät hinzukamen, hatten einige Mitglieder der Band keine Zeit, diese Stücke einzuspielen. Aus diesem Grund beschränkte sich die Zusammensetzung der Mitwirkenden auf Vini Lopez am Schlagzeug, Clarence Clemons am Saxophon und Springsteen an allen anderen Instrumenten. Obwohl Spirit in the Night fast zuletzt auf dieses Album kam, war dieser Song eine Weiterentwicklung aus einer früheren Version, die er schon live spielte, bevor er den Plattenvertrag unterzeichnete.
Die meisten Songs auf Greetings from Asbury Park, N.J waren so mit Text überhäuft, dass sie manchmal das musikalische Arrangement erdrückten, Spirit in the Night wird jedoch als das Lied auf dem Album angesehen, bei dem Text und Musik genau zusammenpassen. Clemons Saxophonspiel und Lopez’ Schlagzeug treffen die im Text beschriebene Freiheit und Überschwänglichkeit. Der Text selbst handelt von einer Gruppe Teenager (Wild Billy, Hazy Davy, Crazy Janey, Killer Joe, G-Man und Mission Man, der die Geschichte erzählt), die zu einem Treffpunkt namens „Greasy Lake“ nahe der „Route 88“ aufbrechen, um eine Nacht lang Freiheit, Sex und Alkohol zu genießen. Doch obwohl ihre Flucht in die Freiheit des Greasy Lake nur von kurzer Dauer ist, liegt die Betonung auf dem Zusammensein der Freunde.
Der Text des Liedes erinnert an die Gedichte über Crazy Jane des irischen Dichters William Butler Yeats.
Das Folgealbum The Wild, the Innocent & the E Street Shuffle enthält ein Lied mit dem Titel Wild Billy's Circus Story.

### Live-Version
Obwohl die Veröffentlichung des Songs als Single in den USA nicht erfolgreich war, blieb Spirit in the Night bei Springsteen-Konzerten ein Live-Favorit. Live-Versionen des Songs sind auf der Live-CD Live 1975–85 und sowohl auf der CD- als auch in der Videoversion von Hammersmith Odeon, London ’75. Eine Version, in der Springsteen das Lied solo auf dem Klavier spielt, ist auf der DVD Live in Barcelona zu finden. Diese Version ist bemerkenswert, da Springsteen die dritte Strophe erneut beginnen muss, nachdem er die falschen Akkorde am Klavier gespielt hat. Die Studioversion des Songs wurde auf dem Compilation-Album The Essential Bruce Springsteen veröffentlicht.
Mit 514 Live-Auftritten (Stand Mai 2013) ist Spirit in the Night der mit Abstand am häufigsten gespielte Song von Greetings from Asbury Park, N.J. Der live gespielte Song beinhaltet eine wichtige Beteiligung der Zuschauer, wobei das Publikum die Textzeile „all night“ während des gesamten Refrains singt, während Springsteen sehr nah auf die vorderen Reihen zugeht und sich manchmal unter das Publikum mischt.

## Besetzung

### Originalversion
- Bruce Springsteen – Gesang, Gitarre, E-Bass, Klavier
- Vini Lopez – Schlagzeug, Backing Vocals
- Clarence Clemons – Saxophon, Backing Vocals
- Harold Wheeler – 2. Klavier

## Manfred-Mann’s-Earth-Band-Version
Manfred Mann’s Earth Band coverte Spirit in the Night für ihr Album Nightingales & Bombers, mit dem Titel Spirits in the Night auf dem europäischen Album und den Single-Veröffentlichungen, aber Spirit in the Night auf den amerikanischen und kanadischen Alben und Singles. Die Manfred-Mann-Version unterscheidet sich von der Springsteen-Version hauptsächlich in ihrem Arrangement, sie ist stark von den Keyboards geprägt und verwendet unterschiedliche Harmonien im Refrain. Die Albumversion mit Mick Rogers am Gesang erreichte 1976 Platz 97 der Billboard Hot 100. Im folgenden Jahr veröffentlichte Manfred Mann’s Earth Band den Song erneut als Single mit den Titeln Spirit in the Night (USA und Australien) und Spirits in the Night (übrige Märkte), diesmal mit Gesang von Chris Thompson. Jetzt erreichte sie die Billboard Top 40 in der Spitze auf Platz 40. Diese Version wurde als Bonustrack auf der 2004 erschienenen CD The Roaring Silence veröffentlicht, ist aber auch auf der „blauen“ The Roaring Silence LP in den 1970er Jahren erschienen. Spirit in the Night war das erste von drei Liedern aus dem Album Greetings from Asbury Park, N.J., das Manfred Mann gecovert hat – die anderen waren ihr Nummer-1-Hit Blinded by the Light und For You.